# Kritický stav
Kritický stav jaderného reaktoru je takový stav, kdy je reaktor udržován na neměnném výkonu probíhající štěpnou řetězovou reakcí.

## Definice
V legislativě byl pojem kritický stav ve vyhlášce 106/1998 §2 (1), ta však byla zrušena novým atomovým zákonem 263/2016 Sb., který už tento pojem nedefinuje. Původní definice z roku 1998 zněla: "Kritickým stavem jaderného reaktoru se rozumí stav, kdy v aktivní zóně jaderného reaktoru probíhá štěpná řetězová reakce, při které je vyrovnaná bilance neutronů v aktivní zóně jaderného reaktoru, efektivní multiplikační faktor neutronů se rovná jedné." Další možností je tedy definovat kritický stav přes koeficient násobení.

### Koeficient násobení kritického reaktoru
{\displaystyle k_{ef}={N_{i} \over N_{i-1}}}
Koeficient násobení kef vyjadřuje poměr mezi počtem neutronů současné generace Ni a generace předchozí Ni-1. Při štěpení Uranu 235 vzniká průměrně 2,43 neutronu na jedno štěpení. Část neutronů absorbovaných v palivu však nezpůsobí další štěpení, další část je absorbována v jiných materiálech nebo unikne z reaktoru a tím dochází ke zpomalení štěpné řetězové reakce. Koeficient násobení kritického reaktoru je tedy teoreticky přesně roven jedné (v reálném jaderném reaktoru dochází k malým fluktuacím kolem tohoto stavu).

### Reaktor kritický na zpožděných neutronech

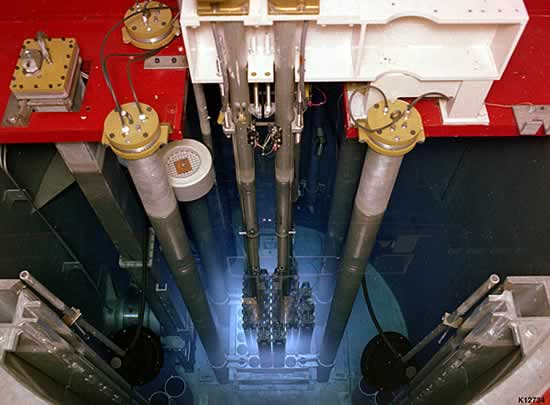
Jaderný reaktor TRIGA

Při probíhající štěpné řetězové reakci vzniká přibližně 99% neutronů prakticky v okamžiku štěpení (10−13-10−14 sekundy). Zbylá část tzv. zpožděných neutronů vzniká se zpožděním desetin sekundy až několika minut rozpadem nestabilních jader vzniklých ze štěpení. Tato "setrvačnost" produkce neutronů umožňuje lepší řízení jaderného reaktoru, protože změny výkonu probíhají pomaleji. Konkrétní parametry i celkový podíl zpožděných neutronů se liší dle použitého paliva. V případě použití 235U je podíl zpožděných neutronů přibližně 0,7 %. U přepracovaného MOX paliva je tento podíl okolo 0,2 %, použití takového paliva tedy přináší vyšší nároky na řídicí systém jaderného reaktoru.

### Reaktor kritický na okamžitých neutronech
Okamžité neutrony vznikají do 10−14 sekundy od okamžiku štěpení. V případě, že jaderný reaktor dosáhne kritičnosti na okamžitých neutronech, probíhají následné změny výkonu ve zlomcích sekundy a jsou tedy neregulovatelné pomocí běžných řídicích systémů. Při použití paliva 235U nastává kritičnost na okamžitých neutronech při kef=1,007. U energetických reaktorů se tedy jedná o jeden ze zakázaných stavů, jehož dosažení musí řídicí systém zabránit za všech podmínek. Cílené dosažení takového stavu je možné u některých typů výzkumných reaktorů, jako jsou reaktory typu TRIGA, kde však v tomto případě vlivem teplotních zpětných vazeb dojde k rychlému zastavení štěpné řetězové reakce a nedojde tak k poškození reaktoru. Kritičnost na okamžitých neutronech také nastala v průběhu Černobylské havárie.

## Řízené dosahování kritického stavu
Při zahajování štěpné řetězové reakce je potřeba ji nějakým způsobem iniciovat. V případě že je použito čerstvé palivo, nebo se jedná o malý výzkumný reaktor, je nutné použití externího neutronového zdroje. U energetických reaktorů s větším množstvím již využitého paliva je řetězová reakce iniciována neutrony vznikajícími rozpadem štěpných produktů v tomto palivu.

### Spouštění výzkumného reaktoru VR-1
Dosažení kritického stavu v jaderném reaktoru probíhá postupným snižováním podkritičnosti soustavy, vnášením kladné reaktivity. U školního reaktoru VR-1 se dosahování kritického stavu provádí použitím neutronového zdroje a postupným vytahováním regulačních tyčí. Vzhledem k "nulovému" výkonu reaktoru a tedy i nízkému počtu neutronů v aktivní zóně (AZ) je pro iniciaci štěpné řetězové reakce používán externí neutronový zdroj. Tento zdroj, umístěný pod reaktorovou nádobou, je na příkaz operátora nadzvednut do blízkosti AZ pomocí stlačeného vzduchu. Následně jsou postupně vytahovány regulační tyče. Při dosažení kritického stavu je 5 regulačních tyčí vytaženo do horní koncové polohy a 2 tyče jsou přibližně uprostřed AZ. To umožňuje další zvyšování výkonu, stejně jako bezpečné odstavení reaktoru.

### Spouštění energetického reaktoru VVER
U energetických jaderných reaktorů typu VVER, používaných v ČR, ovlivňuje dosažení kritického stavu množství faktorů, jako poloha regulačních orgánů, koncentrace kyseliny borité, teplota, tlak a další. Při spouštění jaderného reaktoru je z bezpečnostních důvodů zakázáno vnášet kladnou reaktivitu více než jedním způsobem zároveň. Po odstávce se tedy primární okruh jaderné elektrárny ohřeje a natlakuje na provozní parametry (přibližně 280 °C a 15 MPa) se spuštěnými regulačními orgány a vysokou koncentrací kyseliny borité v chladivu. Následně jsou pomalu vytahovány jednotlivé skupiny regulačních orgánů, dle předem určeného postupu. Až po ukončení vytahování se zahájí proces snižování koncentrace kyseliny borité. Tento proces je stabilizován na "Minimálním stabilizovaném kritickém stavu" (přibližně 0,005 % maximálního výkonu) kdy se provádí další série fyzikálních testů.